# بارت (ویرجینیای غربی)
بارت (به انگلیسی: Barrett) یک منطقهٔ مسکونی در ایالات متحده آمریکا است که در شهرستان بونی، ویرجینیای غربی واقع شده‌است.